# Благовєщенський погром
Благовєщенський погром — погроми та масові вбивства китайців у Благовєщенську та інших містах і селах регіону влітку 1900 року, під час яких загинуло кілька тисяч людей. Події отримали назву за подіями в Благовєщенську, де сталося найбільше вбивство, і за один раз було вбито, переважно втоплено, біля п'яти тисяч китайців.

## Китайська діаспора в Благовєщенську
Місто було засноване в 1859 році. Завдяки вигідному розташуванню в місті злиття Амура та Зеї, золотим розсипам та ролі центру Амурської області місто швидко росло і в 1900 році мало 50 тисяч постійного населення, а також кілька десятків тисяч сезонних робітників, які мешкали в Благовіщенську, але влітку працювали на золотих копальнях чи обслуговували навігацію на Амурі. Більшість цих сезонників були китайцями. Немало китайців постійно мешкало в місті — китайці контролювали дрібну та середню, і частково велику торгівлю, були власниками та персоналом численних їдалень, шинків та ресторанів, займалися городництвом на приміських ділянках, окрім того майже кожна заможна російська родина мала служників китайців.
З одного боку, усі очевидці відзначали чесність, працелюбність та покірність китайців, які не порушували жодних законів. Але попри це, російський простолюд ставився до них вороже, оскільки китайці залишалися для росіян абсолютно чужим і незрозумілим народом. Окрім того, на відміну від багатших та освідченіших співвітчизників, вони вбачали в бідних та невибагливих китайцях конкурентів на ринку праці.

## Передумови
В 1898 році в Китаї розпочалося повстання їхетуанів, одним з головних гасел яких було вигнання чужинців з Китаю. Вісім імперіалістичних держав, серед яких і Росія, організували інтервенцію в Китай з метою захисту своїх підданих та подальшого підкорення та розграбування країни. Військові дії відбувалися і в Маньчжурії, тобто неподалік російського кордону.
Ці події зачепили і Благовєщенськ — його гарнізон відправили до Харбіну, при цьому ворожі війська розташовувалися через річку, а зв'язок з іншими регіонами був перерваний через мілководдя на річці Шилці. Хоч жителі знали про події в Китаї і численні випадки розправ над європейцями, але попервах не зважали на усе це, ставлячись зі зневагою до китайців, яких вважали боягузами. Однак ситуація змінилася, коли спершу було обстріляно та здійснено спроби захоплення кількох російських суден на Амурі, а 2 липня почався обстріл самого міста. Обстріл вівся з 8 гармат і тривав 13 днів, однак значної шкоди не завдав — не було зруйновано жодного будинку, загинуло 5 і було поранено 15 людей. Однак ці в цілому незначні військові дії справили величезний вплив як на російське керівництво, так і на настрої населення, яке вперше відчуло, що влада неспроможна його захистити.
Обстріл міста спричинив величезну паніку, багато хто покинув місто, було розграбовано крамниці та зброївні. Хаотично організовувалося ополчення, однак ополченцям не видавали зброї і не підтримували дисципліни, тож вони, переважно селяни, відірвані від літніх робіт з нудьги, проводили час по шинках чи п'яні тинялися містом. За свідченням очевидців, навіть невеликий загін міг в той час легко захопити місто. Розуміли це й місцеві мешканці, які з острахом почали дивитися на своїх сусідів китайців, котрих раніше зневажали.
Містом поповзли чутки про те, що китайці готуються до повстання, що вони готують різанину тощо, що нібито бачили як китайці переховують зброю тощо. І хоч при обшуках, окрім ножів, іншої зброї знайти не вдалося, однак одночасно були знайдені листівки іхетуанів, тож ці обшуки не лише не розвіяли підозри щодо китайців, а лише збільшили їх. Незабаром розпочалися напади на китайців. Найчастіше їх робили мобілізовані через військові дії селяни, яких відірвали від полів як раз в гарячу пору і які розуміли, що доки вони сидять в Благовєщенську, їх господарства зазнають чималих збитків. Тож вони нерідко нападали на китайців, яких звинувачували в тому, що їх мобілізували. Вже до вечора першого дня обстрілу були перші випадки вбивств. Однак поліція не лише не припинила їх, а за словами очевидців самі поліціянти часом радили вбивати китайців, бо ті, мовляв, вночі підпалять місто.

## Дії влади
Ще в червні на зустрічі з представниками міської думи генерал-губернатор К. Н. Грібовський заявив, що не вважає доцільним вживати якихось заходів щодо місцевих китайців. Також до нього зверталися представники китайської громади які питали чи не краще їм на певний час покинути Благовєщенськ, але він наказав їм передати, що вони можуть спокійно залишатися бо «правительство великой Российской империи никому не позволит обижать мирных граждан». Грібовський видав прокламацію в який загрожував суворими покараннями за образи мирних китайських підданих. Тож хоч частина китайців покинула місто, але декілька тисяч повірили словам генерал-губернатора. Однак коли почалися побиття та вбивство влада ні офіційно ані неофіційно нічого не зробила аби захистити китайців. Насправді нижні чини, особливо поліцейські, навпаки прямо закликали до насильства.
3 липня за ініціативою благовєщенського поліцмейстера Грібовський видав наказ про вигнання усіх китайців за Амур. Поліція та добровольці з міщан та козаків організували облави для того щоб інтернувати китайців. Ці облави фактично перетворилися на погроми і супроводжувалися масовими грабунками, побиттями та вбивствами. При цьому китайці не чинили ніякого опору. Деяких з них, переважно слуг, пробували переховувати окремі жителі міста, але на них доносили сусіди, тож спастися від облав вдалося лише небагатьом. Деякі багаті китайці відкуповувалися від поліцейських, але навіть їх, незважаючи на великі викупні, два тижні тримали у відділках де били та знущалися з них.

## Масове вбивство
Вранці 4 липня до поселення Верхньо-Благовєщенська під конвоєм було відправлено першу партію зібраних під час облав китайців. Китайців було за одними оцінками 3,5-4 тисячі, за іншими до 5-6 тисяч. Конвой складався з 80 новобранців, яких через нестачу рушниць озброїли сокирами. Шлях був досить довгий — Верхньо-Благовєщенськ був розташований за 10 кілометрів вище за течією Амуру, день жаркий, а дорога погана. Полонених гнали швидко, тож деякі, переважно старі люди, почали відставати. Пристав, який командував конвоєм наказав «зарубати сокирами» всіх, хто відстає, тож дорогою було вбито кілька десятків людей. Незважаючи на символічність охорони та грабунки ніхто з китайців не пробував утекти.
У Верхньо-Благовєщенську до конвою приєдналися місцеві жителі-козаки на чолі з отаманом. Вони ж обрали місце для переправи. Китайці мали долати річку вплав хоч вона в цьому місці була близько 200 метрів завширшки і понад чотири завглибшки і мала швидку течію. Китайців підігнали до води і наказали пливти. Однак перші, хто зайшов у воду, швидко потонули, тож інші зупинилися. Їх почали заганяти — спершу криками та нагайками, а потім і пострілами. Стріляли півгодини, і з трупів загиблих виник справжній вал. Тоді начальник конвою наказав припинити стрілянину і перейти на холодну зброю — людей рубали шашками та сокирами. Рятуючись, китайці кинулися в річку, але перепливти Амур змогло не більше сотні.
До 8 липня теж саме було зроблено ще з трьома партіями китайців загальною чисельністю в кілька тисяч людей. При цьому керівники цих «переправ» доповідали про події начальству та складали рапорти, тож усі ці події були добре відомі керівництву. Знало про вбивства й населення Благовєщенська, бо повз місто кілька днів пливли трупи. Окрім цього міста погроми та різанина відбувалися в багатьох станицях Амурської області.
Погроми супроводжувалися грабунками — грабували мертвих та полонених китайців, залишені ними будинки, забирали товари з китайських магазинів, часто це робили поліцейські, яких ставили охороняти це майно. Наступний генерал-губернатор Д. І. Суботич прямо казав, що «Главным мотивом, двигавшим местным населением при избиении мирных китайцев, была корысть: избавление от кредиторов-китайцев и ограбление убитых».
Слід відзначити, що погром стався лише через сприяння влади — як тільки в Благовєщенську влада рішуче та відкрито виступила проти вбивств, як вони припинилися, так само в інших містах області де склалася схожа ситуація, але влада не давала жодних офіційних чи неофіційних дозволів на погроми, і їх і не сталося.